# Місцевий відмінок
Місцевий відмінок або локати́в (лат. locativus, від locus — «місце») — непрямий відмінок, чиїм основним значенням є вираження місця дії. Відповідає на питання «на/у кому?», «на/у чому?».
Висловлює місце або час дії: сидить, як чорт у болоті; У хаті тепло й затишно.

## Назва
У «Граматіці словенскій» Лаврентія Зизанія місцевий відмінок не виділявся, об'єднуючись із давальним (дателнымъ падежемъ).
У «Граматиці слов'янській» Мелетія Смотрицького місцевий відмінок відомий як сказателный падежь. Він був останнім у списку, йшовши після кличного (звателнаго) відмінка. Автор так пояснює його значення: сказателный єстъ/ имже сказȣємъ: якѡ ѡ человѣцѣ. Він використовувався у випадках, коли треба сказати про когось, «о кім», «о кому»: саме з цим відмінком вживався прийменник «о» у значенні «про».
У сучасній українській мові називається «місцевим»: бо основним значенням його є вираження обставини місця, цей термін може бути й калькою лат. locativus. В інших слов'янських мовах використовується або латинізм «локатив», «локал» (серб. локатив/lokativ, словац. lokál, чеськ. lokál) або аналогічні українському терміни (болг. местен падеж, пол. miejscownik, чеськ. místník). У російській мові відповідний відмінок відомий як предложный падеж («прийменниковий відмінок»), бо він може вживатися тільки з прийменниками. Щодо терміна местный падеж («місцевий відмінок»), то він використовується лише в описах граматик інших мов, у тому числі й давньоруської.

## В українській мові

### Історія
У праслов'янський і давньоруській мовах було до 9 типів відмінювання (проти 4-ох сучасних), які визначалися не родом і закінченнями, як у сучасній мові, а тематичними голосними ранньопраслов'янських основ — так званими детермінативами (до останніх також відносять приголосні звуки основ на приголосний). Наявність у сучасній українській двох різних закінчень місцевого відмінка іменників чоловічого роду -і та -у пояснюється змішанням парадигм двох різних типів відмінювання: з основою на *-ŏ і на *-ŭ. Праслов'янські і давньоруські іменники з основою на *-ŏ мали закінчення місцевого відмінка в твердому варіанті *-ě (д.-рус. городѣ, ворозѣ, друзѣ, братѣ, пѣсъцѣ, мѣстѣ), а в м'якому закінчення *-i (д.-рус. отьци, мѫжи, поли, мори), іменники з основою на *-ŭ — закінчення *u (д.-рус. волу, дому, саду, сыну).
Окрім іменників з основами на *-ŏ і на *-ŭ, свої закінчення місцевого відмінка мали іменники інших типів відмінювання: на *-n і на *-ĭ. Іменники з основою на *-n мали закінчення *-e (д.-рус. дьне, камене, степене), іменники з основою на *-ĭ — закінчення *-i (д.-рус. гости, звѣри, боли, зѧти). Надалі ці закінчення місцевого відмінка зникли, і іменники з цими основами стали відмінюватися за зразком або іменників на *-ŏ (суч. укр. гості, звірі, зяті, камені), або за зразком іменників на *-ŭ (укр. болю, каменю).
Іменники м'якого варіанту типу на *-ŏ стали відмінюватися аналогічно твердому типу (на коні, на ножі), у північних і південно-західних діалектах присутнє архаїчне закінчення -и (на кони, на ножи).
Іменники чоловічого і жіночого роду з давньою основою на *-a у твердому варіанті мали в місцевому відмінку закінчення *-ě, «ять» (д.-рус. рыбѣ, рѫцѣ), у м'якому — закінчення *-i (д.-рус. земли, кънѧгыни). Надалі закінчення в обох варіантах стало закінчуватися на «ять», що потім перейшов у «і» (укр. рибі, руці, землі, княгині).
Нечисленні іменники з основою на *-ū (д.-рус. букы, любы, цьркы, моркы, тыкы, хорѫгы) мали закінчення місцевого відмінка однини *-ъve (д.-рус. букъве, любъве, цьркъве, моркъве, тыкъве, хорѫгъве), а місцевого множини — *-ъvaxъ (д.-рус. букъвахъ, любъвахъ, цьркъвахъ, тыкъвахъ, хорѫгъвахъ). До цього типу відмінювання колись належали і слова кров і брова, чиї праслов'янські форми місцевого відмінка відновлюють як *krъve, *brъve, множина *krъvaxъ, *brъvaxъ. Потім цей тип відмінювання зник і зараз любов і кров відмінються за зразком іменників з основою на *-ĭ (любові, крові, множина любов'ях, кров'ях), а решта — як іменники з основою на *-a (брові, букві, церкві, моркві, тикві, хоругві, множина бровах, буквах, церквах, тиквах, хоругвах). Нарощення -ъv- стало частиною кореня.
Окрім однини і множини, у праслов'янській і давньоруській місцевий відмінок мали і форми двоїни. У цій граматичній категорії форми місцевого відмінка у всіх іменників збігалися з формами родового (д.-рус. очию, ушию, руку, городу, брату, отьцю, мѫжю, сынову).
|                 | Тип на *-ā     | Тип на *-ā          | Тип на *-ŏ       | Тип на *-ŏ              | Тип на *-ŭ     | Тип на *-ĭ      | Тип на *-ū          | Тип на приголосний | Тип на приголосний | Тип на приголосний | Тип на приголосний |
| Твердий варіант | М'який варіант | Твердий варіант     | М'який варіант   | Підтип на *-n           | Тип на *-ŭ     | Тип на *-ĭ      | Тип на *-ū          | Підтип на *-r      | Підтип на *-s      | Підтип на *-nt     |                    |
| --------------- | -------------- | ------------------- | ---------------- | ----------------------- | -------------- | --------------- | ------------------- | ------------------ | ------------------ | ------------------ | ------------------ |
| Однина          | рыбѣ, руцѣ     | земли, кънѧгыни     | городѣ, селѣ     | отьци, кони, поли       | сыну, меду     | гости, пути     | букъве, цьркъве     | камене, дьне       | матере (матери)    | словесе            | ягнѧте             |
| Двоїна          | рыбу, руку     | землю, кънѧгыню     | городу, селу     | отьцю, коню, полю       | сынову, медову | гостью, путью   | букъву, цьркъву     | камену, дьну       | матеру (материю)   | словесу            | ягнѧту             |
| Множина         | рыбахъ, рукахъ | земляхъ, кънѧгыняхъ | городѣхъ, селѣхъ | отьцихъ, конихъ, полихъ | сынъхъ, медъхъ | гостьхъ, путьхъ | букъвахъ, цьркъвахъ | каменьхъ, дьньхъ   | матерьхъ           | словесьхъ          | ягнѧтьхъ           |

Особливістю давньоруського місцевого відмінка, що відрізняла його від сучасного, було те, що він міг вживатися і без прийменника: родисѧ Новѣгородѣ у ІѦрослава сынъ.
У давньоруській мові місцевий відмінок вживався з прийменником по тільки в конструкціях, що позначали слідування у часі або просторі (д.-рус. по слѣдахъ, по ихъ). Для вираження місця пересування у просторі використовували тільки форми давального (д.-рус. по морямъ, по полямъ — замість сучасних по морях, по полях). В українській мові за аналогією ця конструкція з місцевим поширилася на позначення пересування, витіснивши звідти форми давального відмінка (по морях, по полях, по слідах). У російській мові, навпаки, сполучення прийменника по з давальним відмінком стали вживатися і для позначення слідування у часі або просторі, витіснивши форми місцевого (идти по следам, скучать по ним).

### Іменники
У сучасній українській мові форми місцевого відмінка іменників чоловічого роду II відміни можуть мати два варіанти закінчення — -у і -і, іноді й три — -у, -і і -ові (на сині, на синові, на сину, на кораблі, на кораблю, на кораблеві). Закінчення -і (від ранішого ѣ) походить від іменників з давньою основою на *-o (д.-рус. городѣ, ворозѣ, друзѣ, братѣ), закінчення -у — від іменників з давньою основою на *-ŭ (д.-рус. дому, сыну). Що стосується закінчення -ові, то воно з'явилося виключно за аналогією з варіативністю форм давального відмінка (-у/-ю і -ові/-еві): у давньоруській мові в місцевого відмінку чоловічого роду були тільки закінчення -ѣ (твердий варіант типу на *-ŏ), -у (тип на *-ŭ), -и (тип на *-ĭ, м'який варіант типу на *-ŏ) або -е (тип на приголосний).
У середньому роді теж можуть бути закінчення -і і -у. Перше походить від праслов'янського закінчення *ě (д.-рус. мѣстѣ, озерѣ, ложѣ, його набули і слова типу поли, мори — замість *i), друге утворилося за аналогією з закінченнями іменників чоловічого роду (укр. ліжку, містечку, Берестю).
В іменників І і II відмін з прикінцевими приголосними основи -г, -к, -х у місцевому відмінку (із закінченням -і) спостерігають чергування -г/з, -к/ц, -х/с (нога — на нозі, рука — на руці, пряха — на прясі, рік — у році). Це явище пов'язане з рефлексами другої палаталізації і має місце також у давальному відмінку.

### Займенники
У сучасній мові можливі паралельні закінчення присвійних займенників -єму/-їм (моєму/моїм, твоєму/твоїм, своєму/своїм). У просторіччі також вживаються ненормативні форми мойому, твойому, свойому. Питальний займенник чий має в місцевому однини три паралельні форми — чийому, чиєму, чиїм. Походження цих форм різне: закінчення -їм є граматично закономірним і походить від д.-рус. -ѥмь (моѥмь, твоѥмь, своѥмь) де [je] перейшов у [i] через «новий ять» у процесі ікавізму; варіант з -єму є наслідком дії граматичної аналогії до форм давального відмінка; варіант з -ому, окрім аналогії до форм давального, показує також вплив відмінювання твердого типу.

### Прикметники
Оскільки більшість сучасних форм прикметників походить від давньоруських повних (займенникових) форм прикметників, їхнє відмінювання у місцевому відмінку аналогічне відмінюванню займенників. У формах чоловічого і середнього роду паралельно вживаються закінчення -ому/-ему та -ім: перший варіант пояснюється аналогією до форм давального відмінка, а другий походить від д.-рус. -омь, -ѥмь, де [o] та [je] перейшли в [i] в процесі ікавізму.

## В інших мовах

### Слов'янські
Місцевий відмінок зберігся у більшості слов'янських мов (за винятком болгарської і македонської, що втратили відмінювання імен).

#### Польська мова
У більшості слів чоловічого роду форма місцевого відмінка збігається з формою кличного (bracie, synu, człowieku). Як у російській, широко вживаються форми місцевого з прийменником «o» у значенні «про» (o bracie, o synu, o was).

#### Російська мова
У російській мові місцевий відмінок відомий як «прийменниковий». Утворення його форм аналогічно українському, тільки на місці «ятя» стоїть -е (на озере, о лете, в мире), відсутні рефлекси другої палаталізації (в руке, на речке, на дороге), широко вживаються форми місцевого з прийменником «о», яким відповідають українські форми знахідного з «про» (о вас, о мире).

### Латинська
У класичній латині окремого місцевого відмінка не засвідчено. Ще на ранньому етапі розвитку латинської мови місцевий відмінок (що мав праіндоєвропейське походження), злився з відкладним, форми останнього стали вживатися замість форм місцевого (in Romā — «у Римі», in horto — «у саду», in domu — «у домі», in mari — «у морі/на морі»). Від старого локатива у латині збереглися деякі релікти, наприклад, прислівник domi («вдома») є за походженням формою ранньолатинського місцевого відмінка слова domus («дім»).

## Інше
- Українські прийменники «крім» (д.-рус. кромѣ), «між» (д.-рус. межи, межу), «серед» (д.-рус. середѣ, середи) за походженням являють собою застиглі форми місцевого відмінка прасл. *kroma («крайка», «кромка»), *medja («межа») і *serda («середина»)[7][8].